# Chapois (Jura)
Pour les articles homonymes, voir Chapois.
Chapois est une commune française située dans le département du Jura, la région culturelle et historique de Franche-Comté et la région administrative Bourgogne-Franche-Comté. 
Elle fait partie de la communauté de communes Champagnole Nozeroy Jura.

## Géographie
Le village de Chapois est situé sur le cours de la rivière l'Angillon, au sortir de la vallée des Nans et au point de rencontre entre les deux forêts qui entourent la commune : la forêt de la Joux et la forêt de la Fresse.
La commune compte deux bourgs séparés, le premier constituant le village proprement dit, le second, ancienne commune médiévale, plus en altitude au sein de la forêt de la Joux, appelé Garde-Bois.
La commune de Chapois comporte quelques zones humides. Par ailleurs, le passage de l'Angillon y est marqué par un certain nombre de déperditions d'eau qui compromettent la continuité du débit en surface de la rivière peu avant son entrée dans le village et jusqu'à plusieurs kilomètres en aval. 

### Climat
Pour des articles plus généraux, voir Climat de la Bourgogne-Franche-Comté et Climat du département du Jura.
En 2010, le climat de la commune est de type climat de montagne, selon une étude du Centre national de la recherche scientifique s'appuyant sur une série de données couvrant la période 1971-2000. En 2020, Météo-France publie une typologie des climats de la France métropolitaine dans laquelle la commune est dans une zone de transition entre le climat semi-continental et le climat de montagne et est dans la région climatique  Jura, caractérisée par une forte pluviométrie en toutes saisons (1 000 à 1 500 mm/an), des hivers rigoureux et un ensoleillement médiocre. 
Pour la période 1971-2000, la température annuelle moyenne est de 8,7 °C, avec une amplitude thermique annuelle de 16,6 °C. Le cumul annuel moyen de précipitations est de 1 564 mm, avec 13,9 jours de précipitations en janvier et 10,4 jours en juillet. Pour la période 1991-2020, la température moyenne annuelle observée sur la station météorologique de Météo-France la plus proche, « Champagnole », sur la commune de Champagnole à 11 km à vol d'oiseau, est de 9,4 °C et le cumul annuel moyen de précipitations est de 1 573,2 mm. 
La température maximale relevée sur cette station est de 37,5 °C, atteinte le 24 juillet 2019 ; la température minimale est de −23,5 °C, atteinte le 24 décembre 2001,,. 
Les paramètres climatiques de la commune ont été estimés pour le milieu du siècle (2041-2070) selon différents scénarios d'émission de gaz à effet de serre à partir des nouvelles projections climatiques de référence DRIAS-2020. Ils sont consultables sur un site dédié publié par Météo-France en novembre 2022.

## Urbanisme

### Typologie
Au 1er janvier 2024, Chapois est catégorisée commune rurale à habitat dispersé, selon la nouvelle grille communale de densité à sept niveaux définie par l'Insee en 2022.
Elle est située hors unité urbaine et hors attraction des villes,.

### Occupation des sols
L'occupation des sols de la commune, telle qu'elle ressort de la base de données européenne d’occupation biophysique des sols Corine Land Cover (CLC), est marquée par l'importance des forêts et milieux semi-naturels (53,2 % en 2018), une proportion identique à celle de 1990 (53,2 %). La répartition détaillée en 2018 est la suivante : 
forêts (53,2 %), prairies (39,6 %), zones agricoles hétérogènes (4,3 %), zones urbanisées (2,8 %). L'évolution de l’occupation des sols de la commune et de ses infrastructures peut être observée sur les différentes représentations cartographiques du territoire : la carte de Cassini (XVIIIe siècle), la carte d'état-major (1820-1866) et les cartes ou photos aériennes de l'IGN pour la période actuelle (1950 à aujourd'hui).

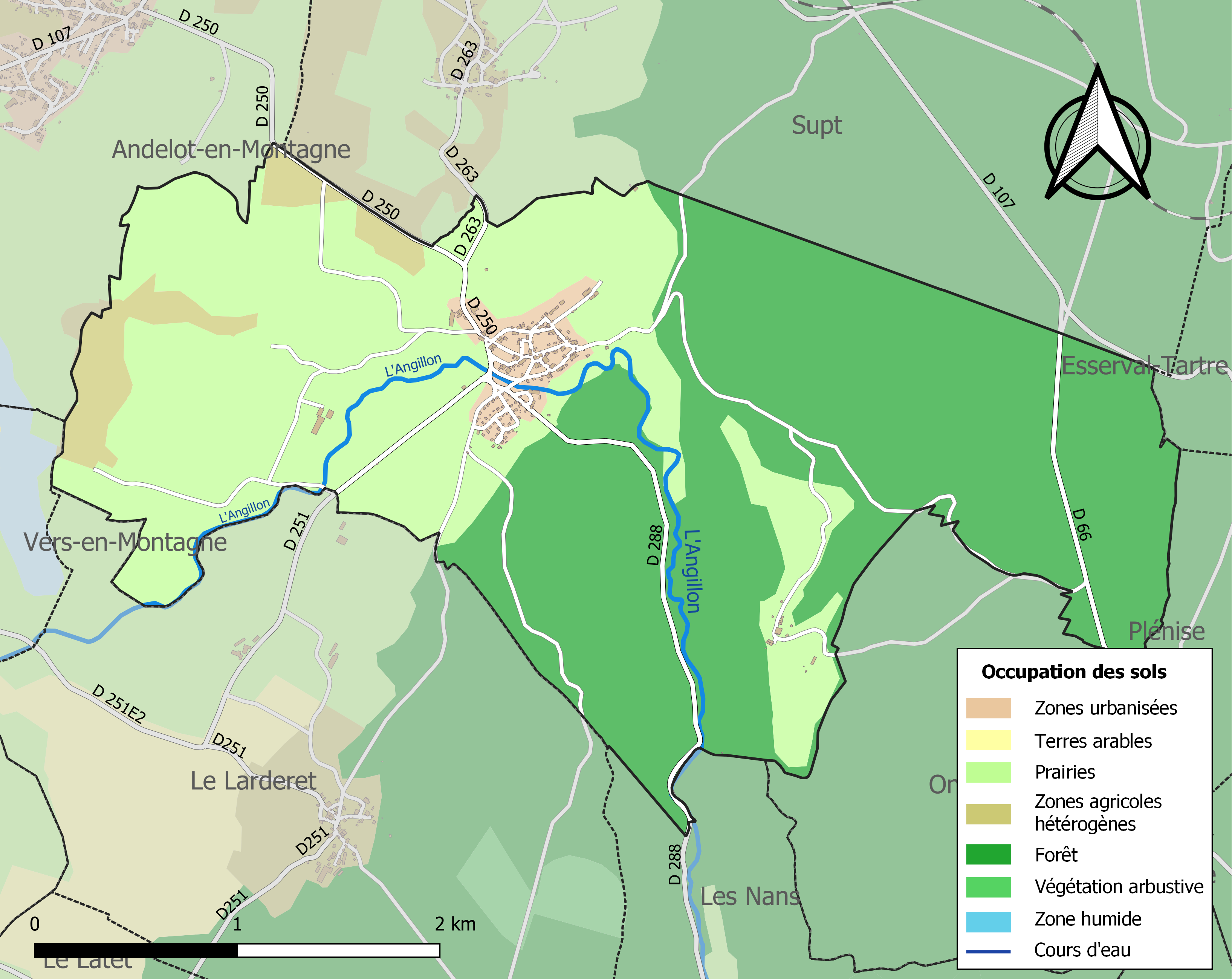
Carte des infrastructures et de l'occupation des sols de la commune en 2018 (CLC).

## Histoire
Le bourg se regroupa au XVe siècle autour d'un manoir fortifié situé en contrebas de la forêt de la Joux. Le château fut construit sur une butte marneuse forçant la rivière à la contourner en lacets. La totalité de la surface de la butte fut fortifiée. Deux des côtés de la construction baignaient littéralement dans la rivière tandis que le troisième donnait sur une terrasse entourée d'eau qui abritait différentes constructions dont un moulin banal qui fonctionnait grâce à l'aménagement de chutes d'eau toujours visibles aujourd'hui. Le quatrième côté, avec la porterie encadrée de deux tours en saillie, était également pourvue d'un fossé mais celui-ci ne contenait pas d'eau.
En 1479, Charles d'Amboise, au service du roi de France Louis XI, fit une campagne ravageuse en Franche-Comté, au cours de laquelle le château fut mis à mal. Reconstruit, il est détruit à nouveau en 1639 par les armées françaises. Reconstruit une dernière fois, il finit cependant par tomber en ruines au début du XIXe siècle. Seuls les bâtiments en contrebas furent encore utilisés, le moulin étant notamment transformé en scierie, laquelle ne cessa son activité qu'au milieu du XXe siècle.
Au Moyen Âge, Chapois était dirigé par des échevins. Une prévoté y était établie ; quatre seigneurs se partageaient la coseigneurie. L'histoire de la terre de Chapois est liée à celle des villages voisins. Ces fiefs relevaient de Montrivel ou d'Andelot. Les seigneurs d'origines étaient les Commercy et au-delà, les Chalon. Chapois passa ensuite aux mains des Falerans jusqu'à ce que Nicolas Bourdet, dernier descendant de la famille ne soit contraint de vendre ses biens qui passent au XVIIe siècle à Claude Duprel, écuyer habitant Salins-les-Bains (rachat de la justice sur Chapois au roi datée de 1680). En 1749, le fils de Claude Duprel, Guérard François, échangea cette terre contre celle de Mérona. Son nouveau possesseur devint donc Charles Antoine Charlot de Princey.
Une légende débattue, parallèle à celle d'Andelot, veut qu'un Duprel parti faire la guerre en Flandre pour le compte du roi d'Espagne y ait fondé un village, Chapois (aujourd'hui dans la communauté de Ciney, province de Namur). Le lien entre les deux villages reste cependant discuté.
Le château et les histoires entourant la commune de Chapois ont largement inspiré La femme de guerre du roman-saga comtois de Bernard Clavel.

## Politique et administration

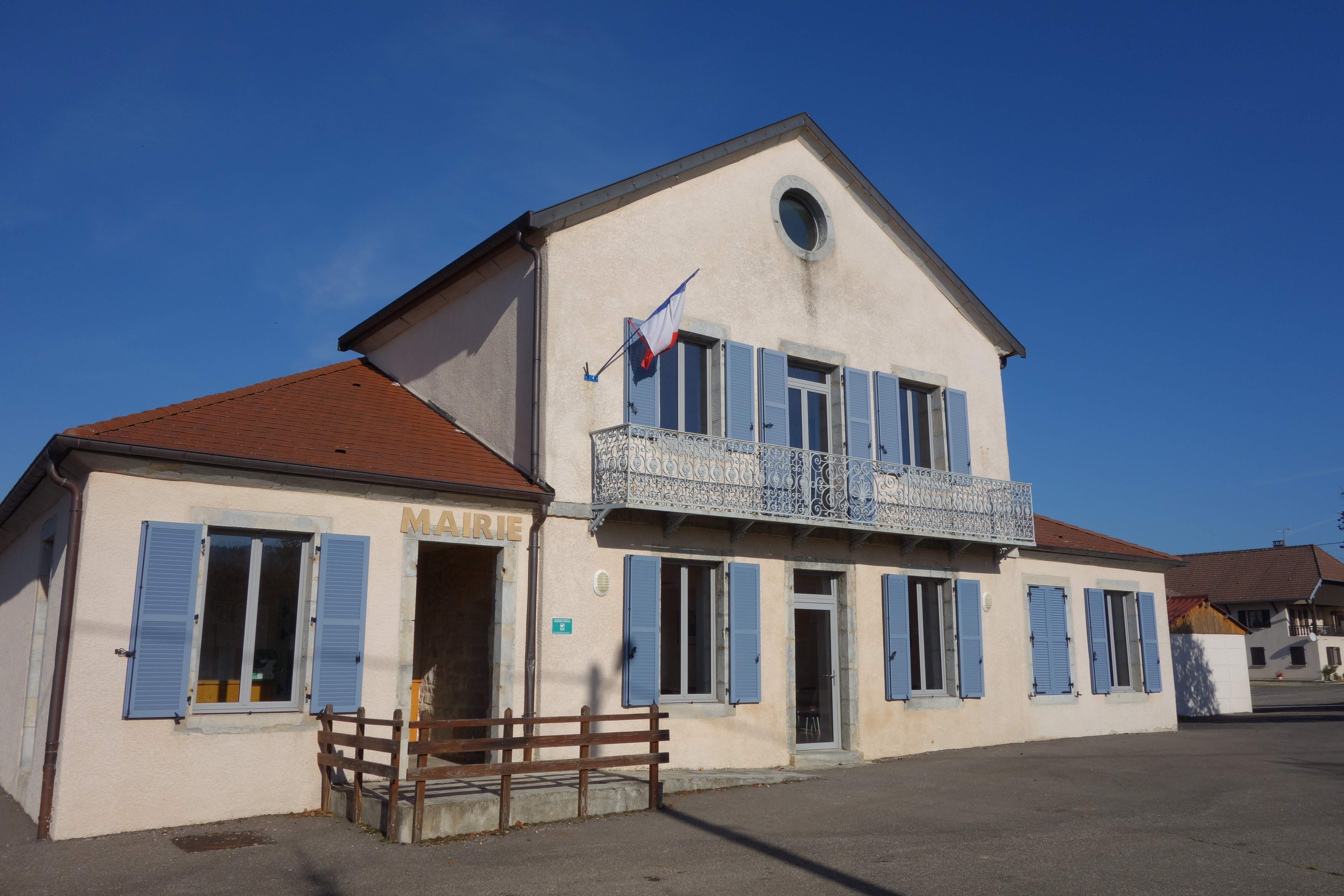
La mairie de Chapois

| Période   | Période  | Identité         | Étiquette | Qualité     |
| --------- | -------- | ---------------- | --------- | ----------- |
| mars 2001 | En cours | Jean-Noël Tribut | DVG       | Agriculteur |

## Démographie
L'évolution du nombre d'habitants est connue à travers les recensements de la population effectués dans la commune depuis 1793. Pour les communes de moins de 10 000 habitants, une enquête de recensement portant sur toute la population est réalisée tous les cinq ans, les populations de référence des années intermédiaires étant quant à elles estimées par interpolation ou extrapolation. Pour la commune, le premier recensement exhaustif entrant dans le cadre du nouveau dispositif a été réalisé en 2005.

En 2022, la commune comptait 216 habitants, en évolution de −1,82 % par rapport à 2016 (Jura : −0,81 %, France hors Mayotte : +2,11 %).
| 1793 | 1800 | 1806 | 1821 | 1831 | 1836 | 1841 | 1846 | 1851 |
| ---- | ---- | ---- | ---- | ---- | ---- | ---- | ---- | ---- |
| 386  | 355  | 273  | 472  | 434  | 441  | 434  | 501  | 483  |

| 1856 | 1861 | 1866 | 1872 | 1876 | 1881 | 1886 | 1891 | 1896 |
| ---- | ---- | ---- | ---- | ---- | ---- | ---- | ---- | ---- |
| 422  | 434  | 437  | 413  | 430  | 424  | 401  | 419  | 385  |

| 1901 | 1906 | 1911 | 1921 | 1926 | 1931 | 1936 | 1946 | 1954 |
| ---- | ---- | ---- | ---- | ---- | ---- | ---- | ---- | ---- |
| 401  | 410  | 356  | 307  | 318  | 289  | 265  | 280  | 253  |

| 1962 | 1968 | 1975 | 1982 | 1990 | 1999 | 2005 | 2006 | 2010 |
| ---- | ---- | ---- | ---- | ---- | ---- | ---- | ---- | ---- |
| 242  | 210  | 176  | 217  | 207  | 206  | 205  | 200  | 210  |

| 2015 | 2020 | 2022 | - | - | - | - | - | - |
| ---- | ---- | ---- | - | - | - | - | - | - |
| 219  | 216  | 216  | - | - | - | - | - | - |

## Culture locale et patrimoine

### Lieux et monuments
- Église Saint-Mayeul (XIXe s - 1823);
- Chapelle de Gardebois;

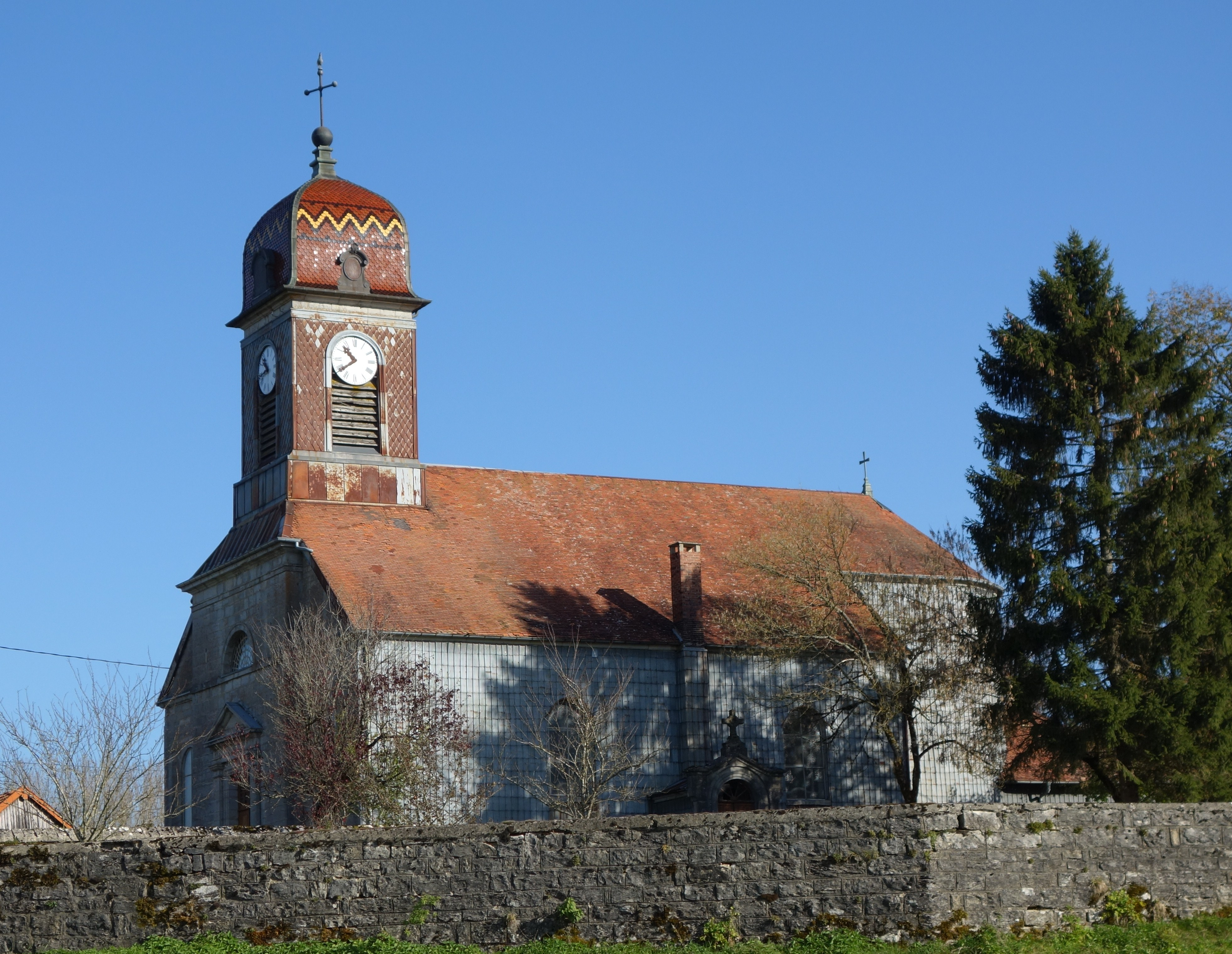
Église vue avant.
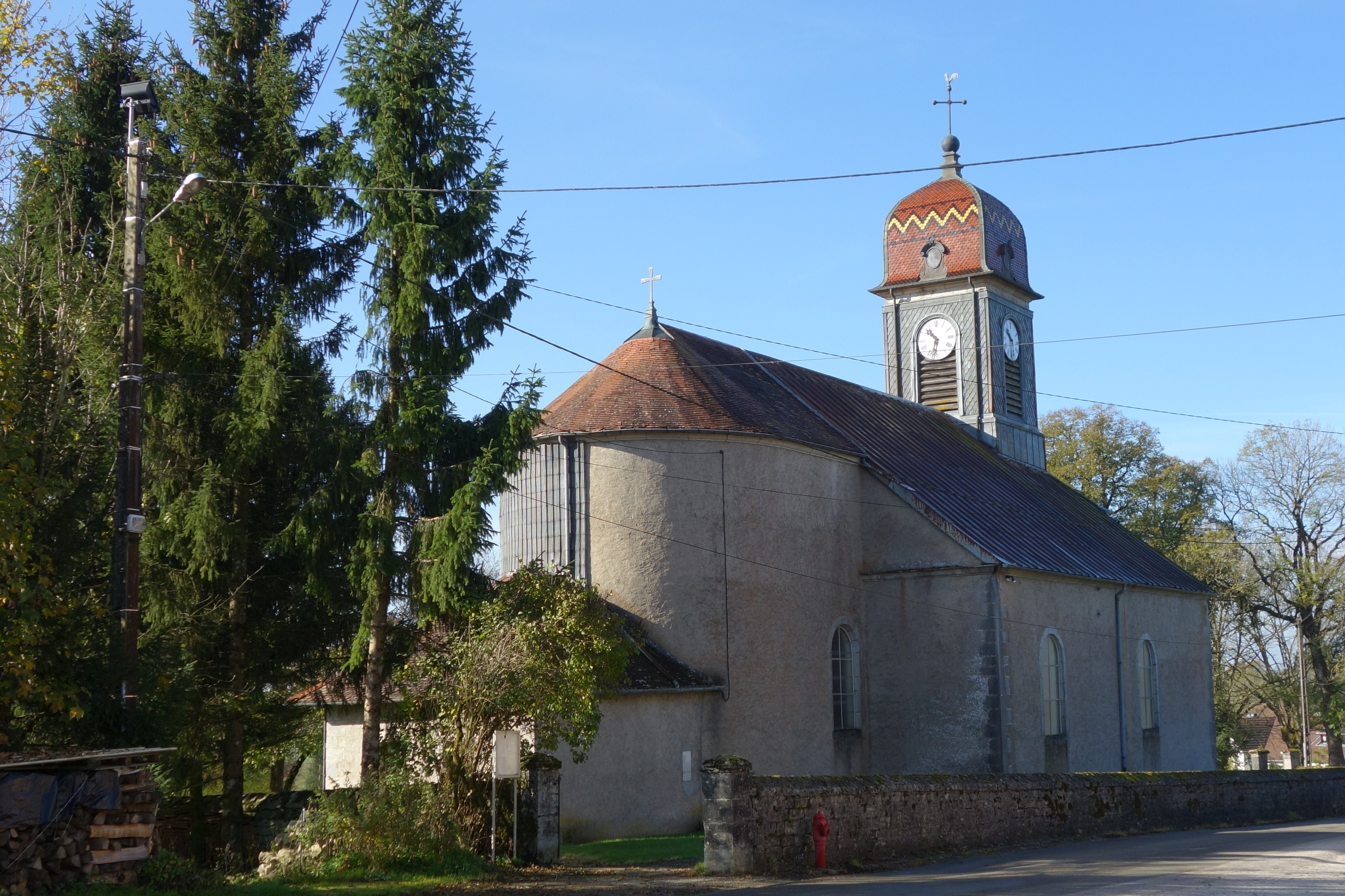
Église vue arrière.
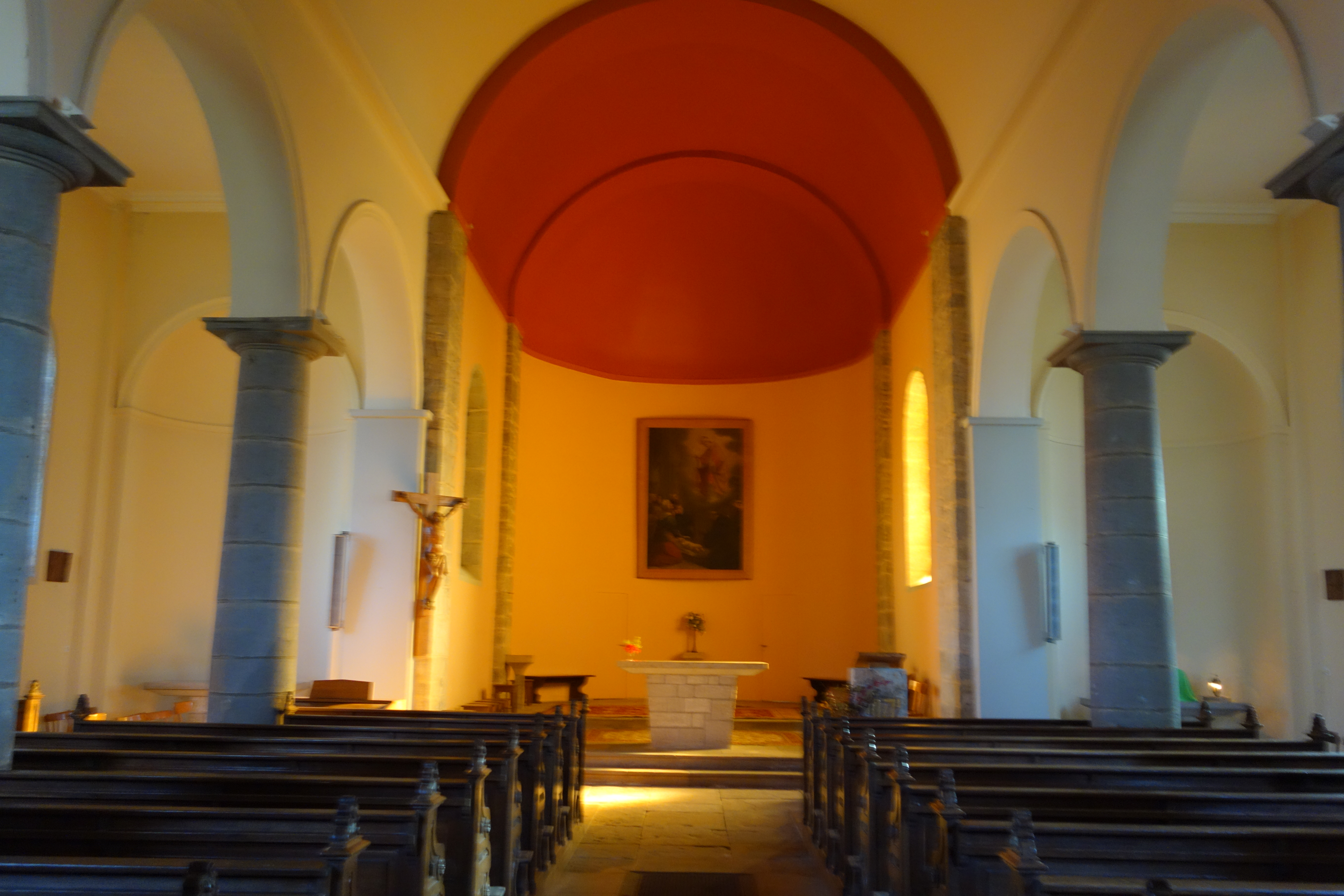
Nef de l'église.
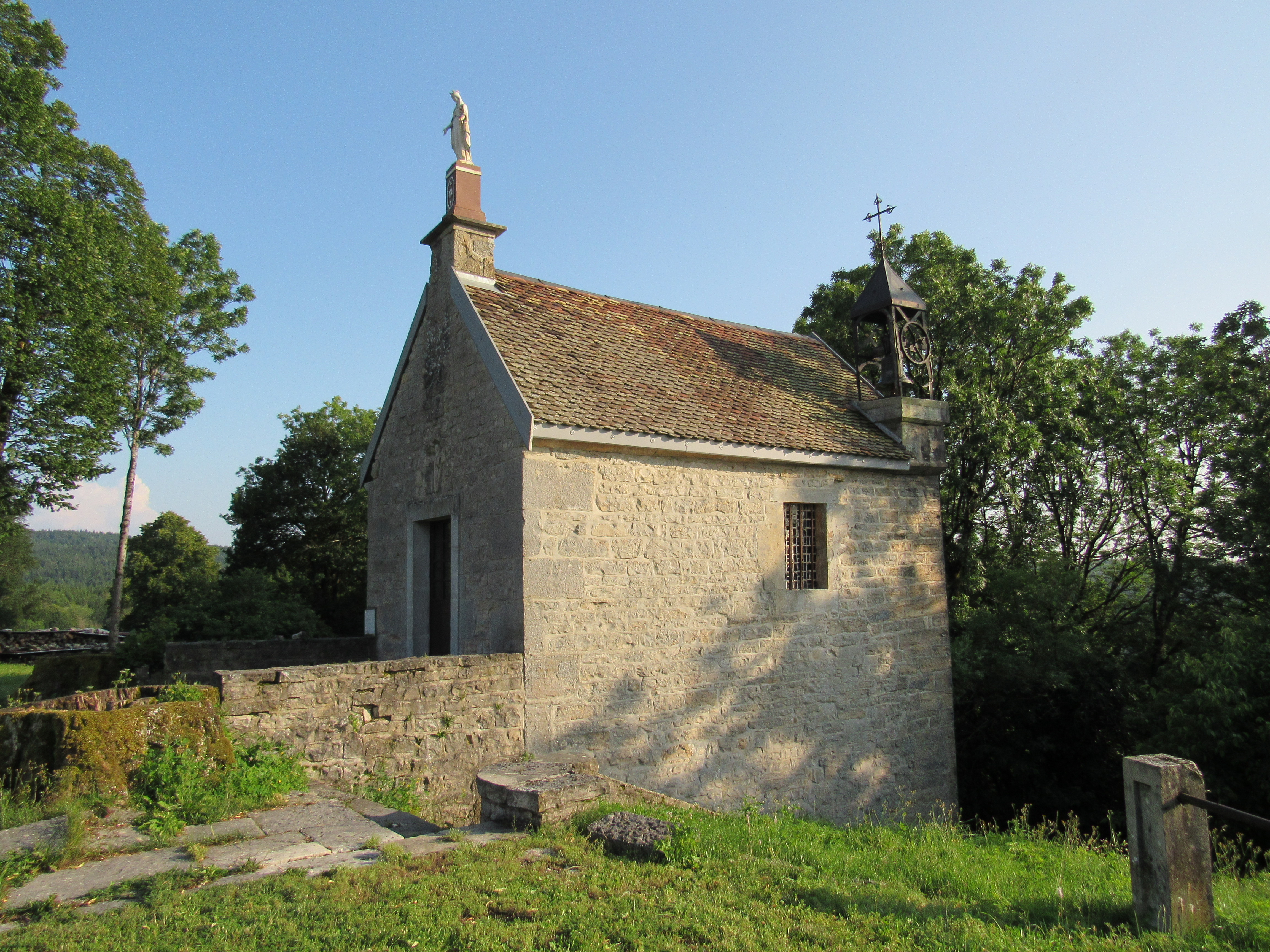
Chapelle Saint-Antoine de Gardebois.

- Ponts sur l'Angillon
- Fontaines et lavoirs (7);
- Fruitière (XIXe s);
- Ruines du château.

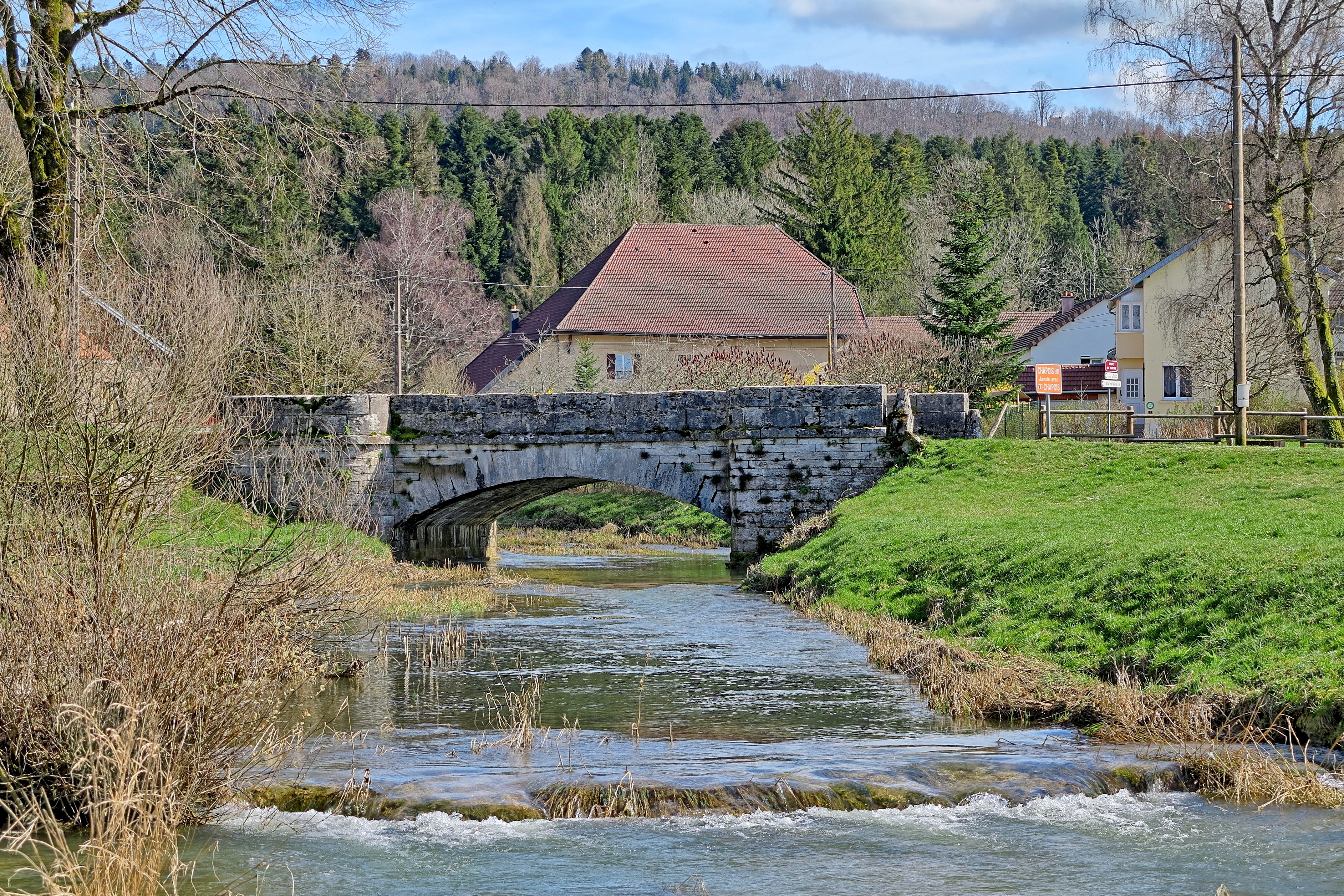
Pont amont.
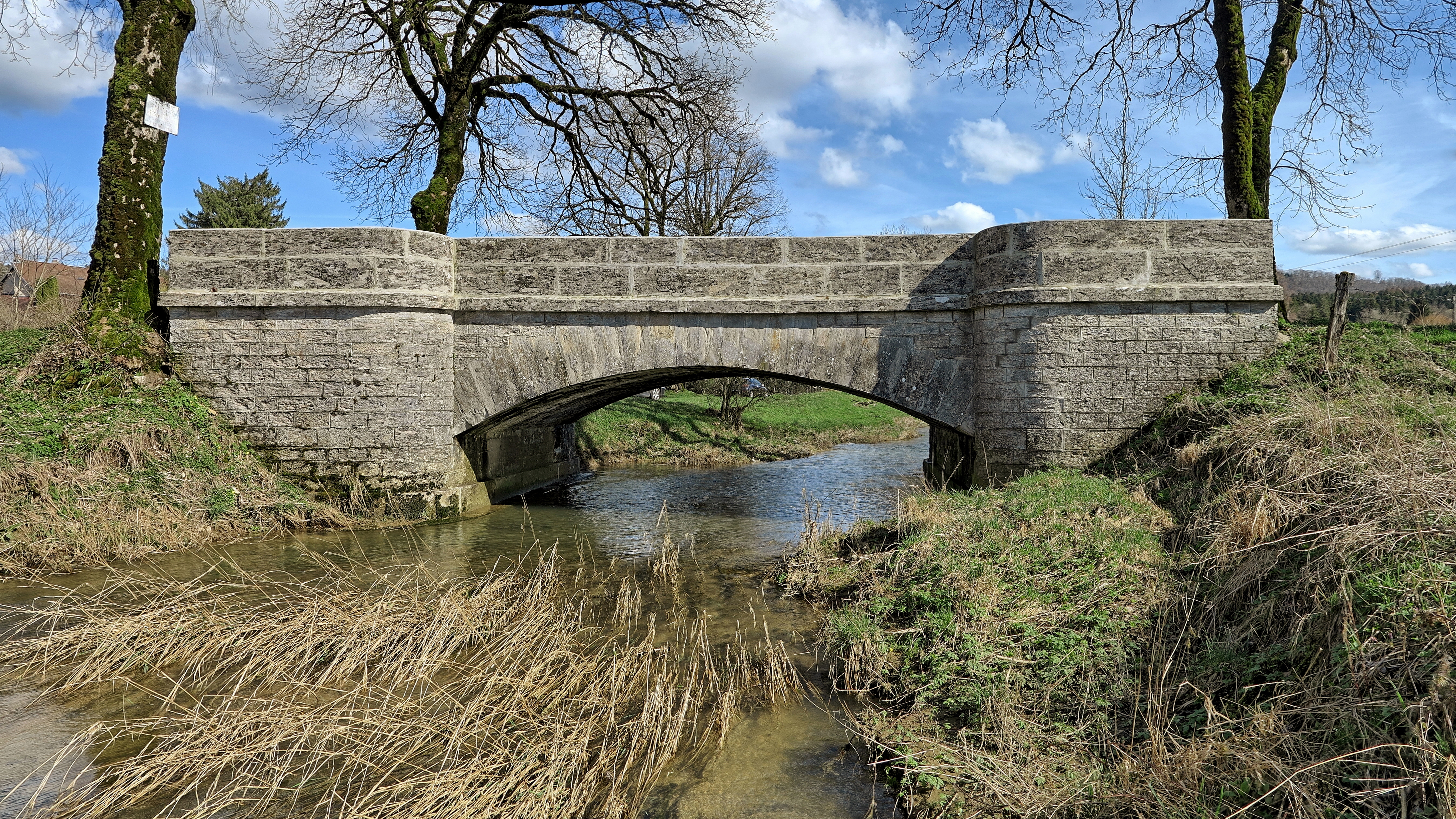
Pont aval.
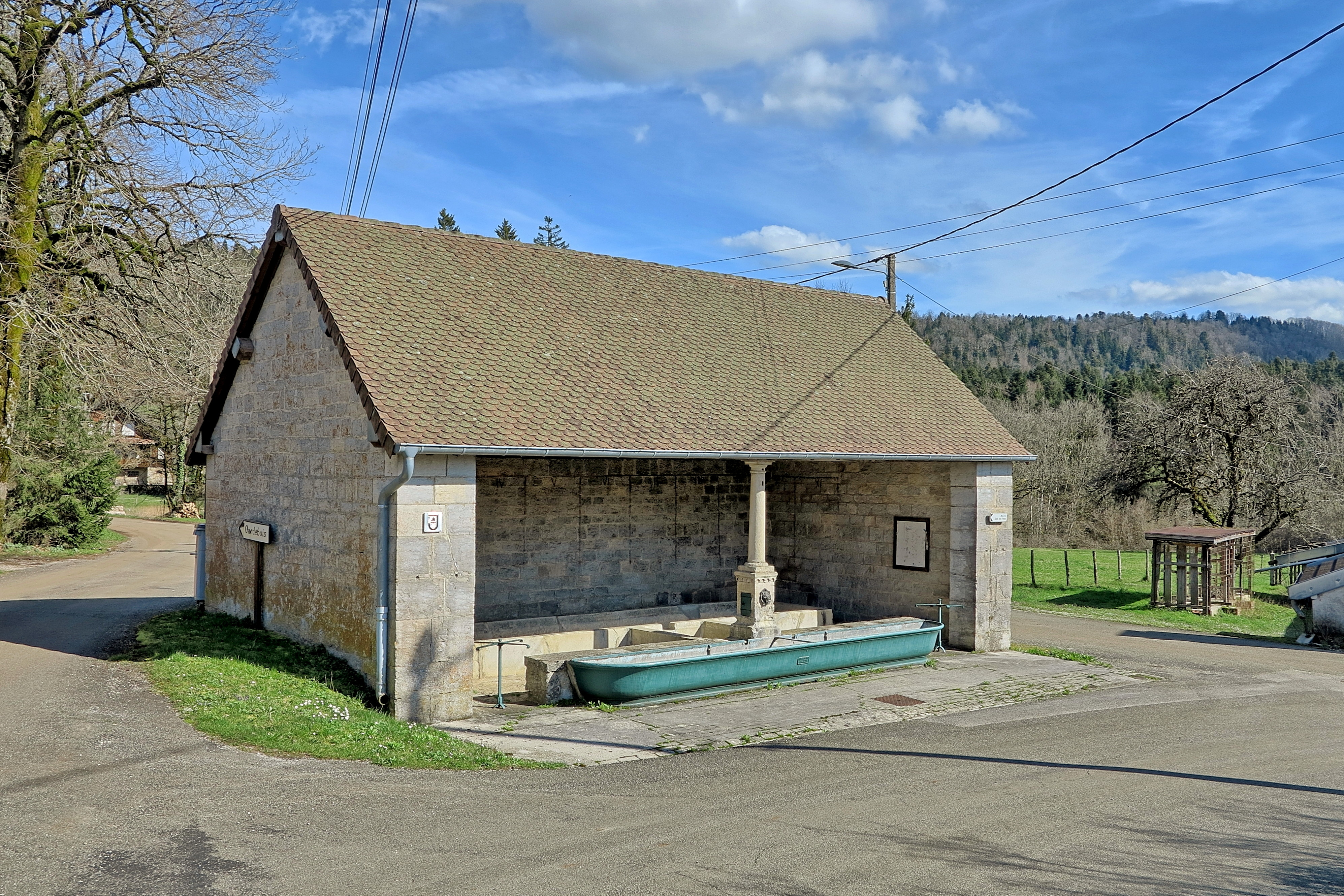
Lavoir-abreuvoir.

### Personnalités liées à la commune
- Antoine Duprel d'Arloz (1609-1665), militaire, fait baron de Chapois par Philippe IV
- Louis Jean Émile Giraud (1894-1965), juriste, homme politique, et fonctionnaire international français.